# Dracaena transvaalensis
Espèce
Dracaena transvaalensis est une espèce de la famille des Asparagaceae. Il est dénommé le  dragonnier de Wolkberg. Son aire de répartition naturelle est la Province du Transvaal dans le nord de l'Afrique du Sud. 

## Description
Il s'agit d'un arbuste ou d'un arbre qui pousse principalement dans le biome tropical à saison sèche.
Dracaena transvaalensis,  est un arbre de taille moyenne.

## Habitat et répartition
On le trouve dans la vallée de la rivière Olifants près de Penge dans le Limpopo et le Wolkberg adjacent. Elle ressemble à l'aloès . La plante est considérée comme rare. 
Le numéro national de l'arbre est 30.10.

## Systématique
Le nom correct complet (avec auteur) de ce taxon est Dracaena transvaalensis Baker.